# Supercopa da Itália de 2024
A Supercopa da Itália de 2024 ou EA SPORTS FC Supercup 2024 (por razões de patrocínio) foi a 37ª edição da Supercopa da Itália de futebol.
O Milan, vice-campeão da Série A de 2023–24, derrotou o Internazionale, campeão da Série A de 2023–24, por 3–2 na final, garantindo o oitavo título da Supercopa Italiana.

## Participantes
O torneio reúne os vencedores e os segundos colocados da Série A de 2023–24 e da Copa da Itália de 2023–24.
Os quatro times a seguir se classificaram para o torneio. A Atalanta se classificou pela primeira vez em sua história.
| Equipe         | Classificação                             | Participações anteriores (negrito indica vitória)                                                         |
| -------------- | ----------------------------------------- | --- |
| Internazionale | Campeão da Série A de 2023–24             | 12 (1989, 2000, 2005, 2006, 2007, 2008, 2009, 2010, 2011, 2021, 2022, 2023)                               |
| Juventus       | Campeão da Copa da Itália de 2023–24      | 17 (1990, 1995, 1997, 1998, 2002, 2003, 2005, 2012, 2013, 2014, 2015, 2016, 2017, 2018, 2019, 2020, 2021) |
| Milan          | Vice-campeão da Série A de 2023–24        | 12 (1988, 1992, 1993, 1994, 1996, 1999, 2003, 2004, 2011, 2016, 2018, 2022)                               |
| Atalanta       | Vice-campeão da Copa da Itália de 2023–24 | 0 (Estreia)                                                                                               |

## Formato
A competição contou com duas semifinais para determinar os dois times que jogarão na final. Todas as três partidas serão disputadas em uma partida única. As partidas consistirão em dois períodos de 45 minutos cada. Em caso de empate, as partidas serão decididas por pênaltis.

## Local
As partidas serão disputadas no Estádio Universitário Rei Saud, em Riade, Arábia Saudita, marcando a quinta vez que a Supercopa Italiana será realizada em um país do Oriente Médio.
| Riade                          | RiadeSupercopa da Itália de 2024 (Arábia Saudita) |
| ------------------------------ | ------------------------------------------------- |
| Estádio Universitário Rei Saud | RiadeSupercopa da Itália de 2024 (Arábia Saudita) |
| Capacidade: 25 000             | RiadeSupercopa da Itália de 2024 (Arábia Saudita) |
|                                | RiadeSupercopa da Itália de 2024 (Arábia Saudita) |

## Partidas
- Os horários listados são SAST (UTC+3).

### Suporte
|  | Semifinais                   | Semifinais |                              |   | Final | Final |
|  |                              |            |                              |   |       |       |
|  | 2 de janeiro de 2025 – Riade |            |                              |   |       |       |
|  |                              |            |                              |   |       |       |
|  | Internazionale               | 2          |                              |   |       |       |
|  | Internazionale               | 2          | 6 de janeiro de 2025 – Riade |   |       |       |
|  | Atalanta                     | 0          |                              |   |       |       |
|  | Atalanta                     | 0          | Internazionale               | 2 |       |       |
|  | 3 de janeiro de 2025 – Riade |            | Internazionale               | 2 |       |       |
|  |                              | Milan      | 3                            |   |       |       |
|  | Juventus                     | Milan      | 3                            | 1 |       |       |
|  | Juventus                     |            |                              | 1 |       |       |
|  | Milan                        | 2          |                              |   |       |       |
|  | Milan                        | 2          |                              |   |       |       |

### Semifinais
| 2 de janeiro | Internazionale    | 2 – 0     | Atalanta | Estádio Universitário Rei Saud, Riade   |
| 22:00        | Dumfries 49' (61) | Relatório |          | Público: 16 896 Árbitro: Daniele Chiffi |

| 3 de janeiro | Juventus   | 1 – 2     | Milan                                | Estádio Universitário Rei Saud, Riade   |
| 22:00        | Yildiz 21' | Relatório | 71' (pen) Pulisic · 75' (g.c.) Gatti | Público: 24 783 Árbitro: Andrea Colombo |

### Final
| 6 de janeiro | Internazionale              | 2 – 3     | Milan                                       | Estádio Universitário Rei Saud, Riade |
| 22:00        | Martínez 45+1' · Taremi 47' | Relatório | 52' Hernández · 80' Pulisic · 90+3' Abraham | Público: 24 841 Árbitro: Simone Sozza |

## Campeão
| Supercopa da Itália de 2024 |
| Lombardia                   |
| --------------------------- |
| Milan (8º título)           |